# Бурсук (Флорештський район)
Бурсук (рум. Bursuc) — село у Флорештському районі Молдови. Входить до складу комуни, адміністративним центром якої є село Жабка.

## Пам'ятки природи
На південно-східній околиці села розташована пам'ятка природи Яр «Намелвій».

## Населення
За даними перепису населення 2004 року у селі проживали 476 осіб.
Національний склад населення села:
| Національність       | Кількість осіб | Відсоток |
| -------------------- | -------------- | -------- |
| молдавани            | 473            | 99,4%    |
| українці             | 1              | 0,2%     |
| гагаузи              | 1              | 0,2%     |
| інша / без відповіді | 1              | 0,2%     |
| Всього               | 476            | 100%     |